# Copa Simón Bolívar 1970
La Copa Simón Bolívar 1970 fue la primera edición de la Copa Simón Bolívar que se jugó por medio de un cuadrangular con partidos de ida y vuelta entre 2 clubes de Venezuela y dos por Colombia. El torneo internacional fue de carácter oficial —aunque posteriormente no sería oficializada por la Conmebol—, tuvo como sedes a las ciudades de Caracas, Bogotá y Barranquilla y se disputó entre el 22 de octubre y el 8 de diciembre de aquel año. 

## Campeonato
Los 4 equipos clasificados, empezaron sus partidos a finales del mes de octubre de aquel año (1970). En la primera fecha, Independiente Santa Fe derrotó 1-0 al Junior de Barranquilla, mientras que el Deportivo Galicia y el Unión Deportiva Canarias empataron 1-1. 
En la segunda fecha, Junior y el Deportivo Galicia empatan 0-0 en Barranquilla, y en la ciudad de Bogotá Santa Fe le ganó 4-1 al UD Canarias. En la tercera jornada, Santa Fe derrotó nuevamente jugando como local, 3-2 al Deportivo Galicia en el Estadio Nemesio Camacho El Campín; y el Junior le gana de local 2-1 al Unión Deportiva Canarias. 
Para la cuarta fecha, Deportivo Galicia y el Junior vuelven a empatar 0-0 pero esta vez en Venezuela, y 
Santa Fe perdió 2-0 frente al UD Canarias como visitante. En la fecha 5, el Unión Deportiva Canarias le gana 2-1 al Junior de local, y el Deportivo Galicia empata a un (1) gol frente a Santa Fe. 
En la última fecha de la copa, el UD Canarias pierde de local 1-3 frente al Deportivo Galicia y el Junior le gana 1-0 a Santa Fe. Luego de jugar 6 fechas, Independiente Santa Fe se corona campeón de la primera edición de este torneo internacional. 

## Independiente Santa Fe campeón
En diciembre de 1970, Independiente Santa Fe de la ciudad de Bogotá se coronó campeón de la primera edición de la copa y gana su primer título internacional. Aquel equipo, tenía muy buenos jugadores como los colombianos Alfonso Cañón, Víctor Campaz (que fue también el goleador del torneo), Luis Alberto Montaño, Domingo "Tumaco" González, Leonidas Aguirre, Jaime "Flaco" Rodríguez, el yugoslavo Dragoslav Šekularac quién era conocido como el “Pele Blanco” por el fantástico futbol que practicaba, el argentino Manuel Ovejero y el uruguayo Wálter Sossa.

## Equipos participantes
| País              | Equipo                     | Vía de clasificación                                                              |
| ----------------- | -------------------------- | --------------------------------------------------------------------------------- |
| Colombia 2 cupos  | Santa Fe Junior            | Campeón Apertura 1970. Subcampeón del Apertura 1970.                              |
| Venezuela 2 cupos | Deportivo Galicia Canarias | 3º primera fase de Primera División 1970 4º primera fase de Primera División 1970 |

## Partidos
| Fecha           | Lugar        | Local             | Resultado | Visitante         |
| --------------- | ------------ | ----------------- | --------- | ----------------- |
| 22 de octubre   | Bogotá       | Santa Fe          | 1–0       | Junior            |
| 31 de octubre   | Caracas      | Deportivo Galicia | 1–1       | Canarias          |
| 4 de noviembre  | Barranquilla | Junior            | 0–0       | Deportivo Galicia |
| 4 de noviembre  | Bogotá       | Santa Fe          | 4–1       | Canarias          |
| 6 de noviembre  | Bogotá       | Santa Fe          | 3–2       | Deportivo Galicia |
| 6 de noviembre  | Barranquilla | Junior            | 2–1       | Canarias          |
| 17 de noviembre | Caracas      | Deportivo Galicia | 0–0       | Junior            |
| 19 de noviembre | Caracas      | Canarias          | 2–1       | Junior            |
| 24 de noviembre | Caracas      | Deportivo Galicia | 1–1       | Santa Fe          |
| 26 de noviembre | Caracas      | Canarias          | 2–0       | Santa Fe          |
| 3 de diciembre  | Caracas      | Canarias          | 1–3       | Deportivo Galicia |
| 8 de diciembre  | Barranquilla | Junior            | 1–0       | Santa Fe          |

### Tabla de posiciones
| Pos. | Equipo                 | PJ | PG | PE | PP | GF | GC | Dif. | Puntos |
| ---- | ---------------------- | -- | -- | -- | -- | -- | -- | ---- | ------ |
| 1°   | Independiente Santa Fe | 6  | 3  | 1  | 2  | 9  | 7  | +2   | 7      |
| 2°   | Deportivo Galicia      | 6  | 1  | 4  | 1  | 7  | 6  | +1   | 6      |
| 3°   | Junior                 | 6  | 2  | 2  | 2  | 4  | 4  | 0    | 6      |
| 4°   | Canarias               | 6  | 2  | 1  | 3  | 8  | 11 | -3   | 5      |

| Colombia                         |
| Campeón                          |
| Independiente Santa Fe 1° título |